# Prantaan
Prantaan is een bestuurslaag in het regentschap Blora van de provincie Midden-Java, Indonesië. Prantaan telt 1532 inwoners (volkstelling 2010).